# Службово-сполучна гілка

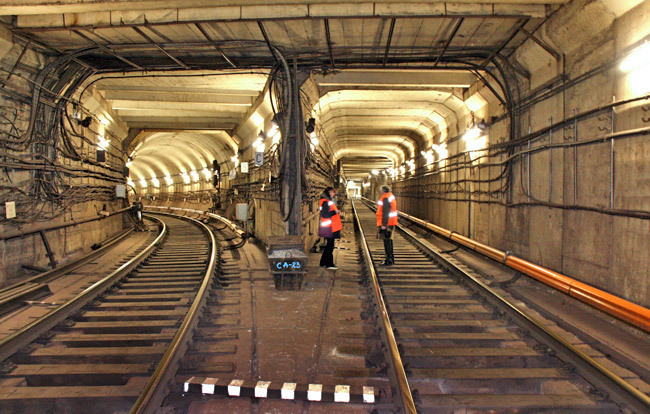
Службова сполучна гілка (лівий тунель) в Мінському метрополітені від Автозаводської лінії (правий тунель) на Московську лінію

Службово-сполучна гілка (сполучна гілка, ССГ; інші назви — міжлінійник, передавальний тунель) — сполучна ділянка ліній метрополітену, що використовується для переведення потягів з однієї лінії на другу. У різних транспортних системах може використовуватися або не використовуватися для пасажирського руху (наприклад, у Московському метрополітені рух потягу по ССГ з пасажирами в теперішній час суворо заборонений, в Петербурзькому — звична річ, наприклад, з 1979 р. і до розмиву в 1995 році здійснювалися безпересадкові поїздки від «Дев'яткіно» до Приморської з переходом по ССГ між станцією метро «Площа Повстання» і «Маяковська», також багато років застосовувалося на дільниці між станціями «Садова» і «Достоєвська»).
Назву ССГ відносять також до гілок, що з'єднує лінії з депо із залізницею.
Одна з особливостей — в метрополітені потяги по цій дільниці в штатному режимі можуть рухатися у двох напрямках. Як правило, ССГ є одноколійними. Двоколійні ССГ з'являються зазвичай після перетворення перегону в ССГ при зміні траси лінії.

## Харківський метрополітен
- Одноколійна ССГ «Проспект Гагаріна» — «Метробудівників»: оскільки на Олексіївській лінії поки що немає (наразі будується) свого електродепо, і тому цю лінію обслуговує електродепо Холодногірсько-Заводської лінії (Немишлянське). Для перегону потягів з лінії на лінію використовується ССГ. Пасажирів ССГ не перевозить.
- Одноколійна ССГ «Майдан Конституції» — «Історичний музей»: на відміну від попередньої ССГ, не завантажена, тому що на Салтівській лінії є своє електродепо, але періодично (3-4 рази на місяць) використовується для передачі на ремонт потягів (в обсязі середнього ремонту)  Немишлянського  депо в Салтівське.

## Київський метрополітен
- Від станції «Майдан Незалежності» відходять дві ССГ: на «Хрещатик» і «Кловську». Обидві використовувалися для видачі рухомого складу з депо («Хрещатик — Майдан Незалежності» у 1977–1982 роках, «Майдан Незалежності — Печерська» у 1989–2007 роках).